# Annulus (Mykologie)
Ein Annulus, teils abhängig von der Ausprägung als Manschette (herabhängend), Ring oder Ringzone (bei Schleierlingen) bezeichnet, ist in der Mykologie eine ringförmige Struktur an den Stielen der Fruchtkörper vieler Hutpilzarten. Sie entsteht (manchmal auch neben Fetzen am Hutrand) aus am Stiel zurückbleibenden Resten des Velums aus dem Jungstadium. Das Velum ist an Hutrand und Stiel befestigt und bedeckt so anfänglich die sporentragenden Strukturen (zum Beispiel die Lamellen). Später reißt es beim Aufschirmen auf und gibt die sporentragenden Strukturen an der Hutunterseite frei – und hinterlässt den Ring und möglicherweise noch Fetzen am Hutrand.

Haarschleierförmig
Hängend (Manschette)
Aufsteigend
Beweglich
Doppelter Ring
Stiel gestiefelt

Ein Ring dient in seiner Ausprägung mit verschiedensten möglichen Formen bei der Pilzbestimmung oft als wichtiges Bestimmungsmerkmal. Durch Witterungseinflüsse und unvorsichtige Ernte kann er verlorengehen und Bestimmungsfehler können so begünstigt werden. Er kann als wahlweise hängende, aufsteigende (trichterförmige), abstehende oder geriefte (durch Abdruck der Lamellen), teils auch doppelte (bei Riesenschirmlingen) Haut ausgeprägt sein, von haariger oder fädiger Beschaffenheit (Cortina) sein oder nur aus Schleierresten bestehen und löst sich bei manchen Arten auch leicht ab oder auf (vergänglicher Ring). Bei manchen Arten gibt es auch einen schleimigen Ring, der jedoch schnell eintrocknet.